# Алан Гарсія
Алан Габріель Людвіг Гарсія Перес (ісп. Alan Gabriel Ludwig García Pérez; 23 травня 1949 — 17 квітня 2019) — президент Перу у 1985–1990 та 2006–2011 роках.

## Біографія
Алан Гарсія Перес народився в сім'ї політиків. У 1973 році закінчив університет Сан-Маркос, потім вчився в університетах Іспанії і Франції (зокрема в Сорбонні). Із студентських часів є активістом Перуанскої апрістської партії, займав відповідальні партійні пости, зокрема генерального секретаря (1982–1985). Був одним з авторів конституції Перу, прийнятої в 1979 році. У 1980–1985 роках — депутат парламента країни.
З 28 липня 1985 до 28 липня 1990 — президент Перу. Його правління вважається невдалим через зростання інфляції і активізацію озброєних угрупувань. У 1992 році у зв'язку із звинуваченнями в корупції, Гарсія був вимушений емігрувати до Колумбії, де жив до 2001 року. Після зняття з нього звинувачень повернувся до Перу і очолив парламентську опозицію.
У 2006 році знов обраний президентом Перу і 28 липня 2006 року вступив на посаду.
Доктор права, автор декількох книг з питань політики, соціології і права.
Помер 17 квітня 2019 року в лікарні, після спроби самогубства.